# L'Abeille de Fontainebleau
Pour les articles homonymes, voir L'Abeille.
L'Abeille de Fontainebleau est un ancien journal hebdomadaire régional français couvrant l'arrondissement de Fontainebleau, ayant existé de 1840 à 1944.

## Ressort territorial

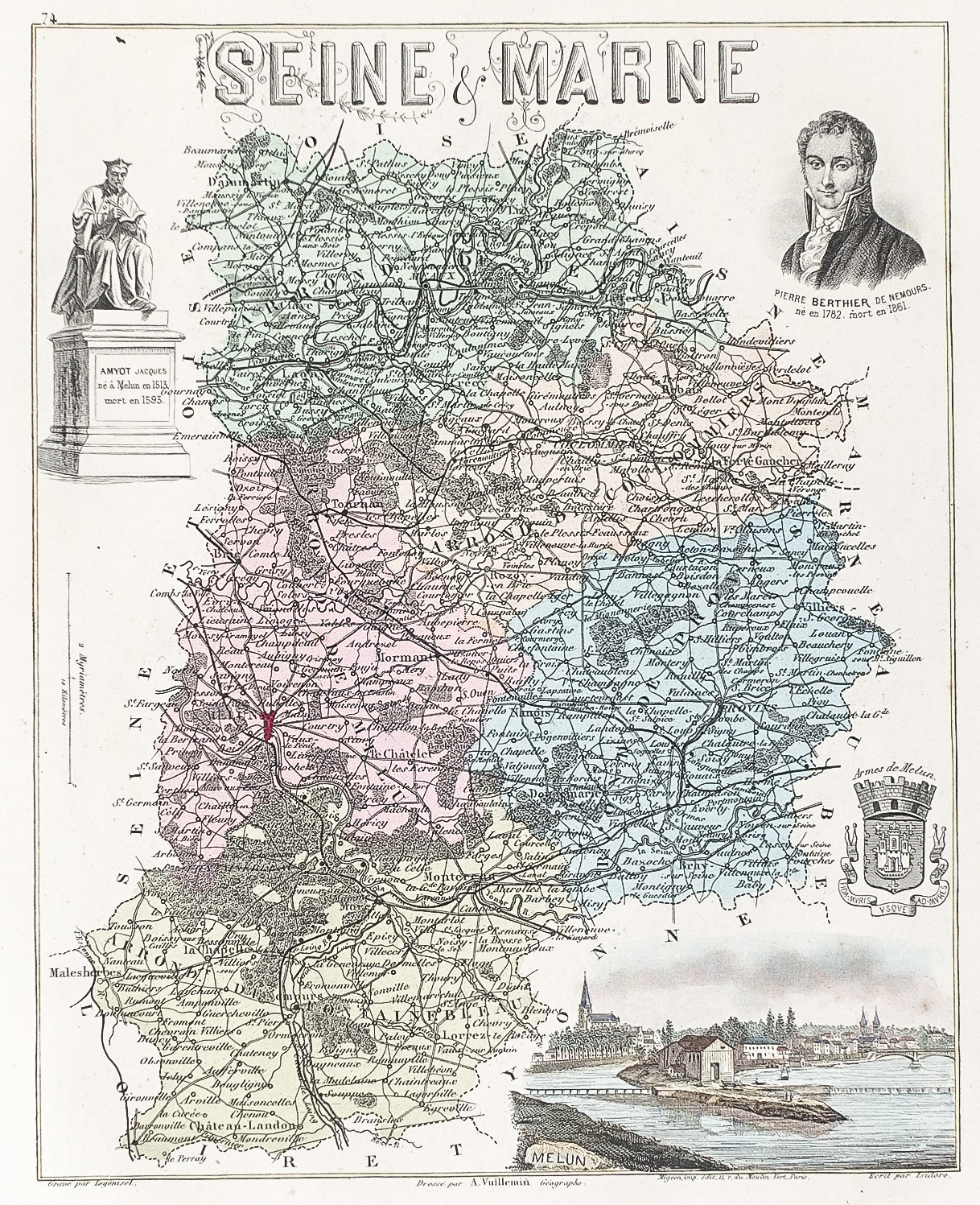
Carte du département de Seine-et-Marne en 1880 par Alexandre Vuillemin, présentant les arrondissements dont celui de Fontainebleau.

Le journal couvrait les événements se déroulant dans l'arrondissement de Fontainebleau (comprenant le canton de Montereau-Fault-Yonne jusqu'à 1926, date à laquelle il est intégré à l'arrondissement de Provins) et en particulier ceux qui se produisaient dans la ville de Fontainebleau ainsi que sa voisine Avon.

## Format
Le journal paraît d'abord sous le format 37 × 23 cm puis sous le format 54 × 39 cm.

## Histoire

### Débuts
En mars 1835, Émile-Antoine Jacquin assume la direction de l'imprimerie publiant la Feuille judiciaire de Fontainebleau (journal local sortant trois fois par mois) et devient gérant-imprimeur de 1840 à 1860 du périodique qu'il transforme en L'Abeille de Fontainebleau le 16 mars 1840. Du 12 mars 1848 au 25 juin 1854, le journal est renommé L'Indépendant puis L'Indépendant de Seine-et-Marne : journal politique, socialiste et littéraire mais redevient L'Abeille de Fontainebleau en 1854,.

### Changements de direction

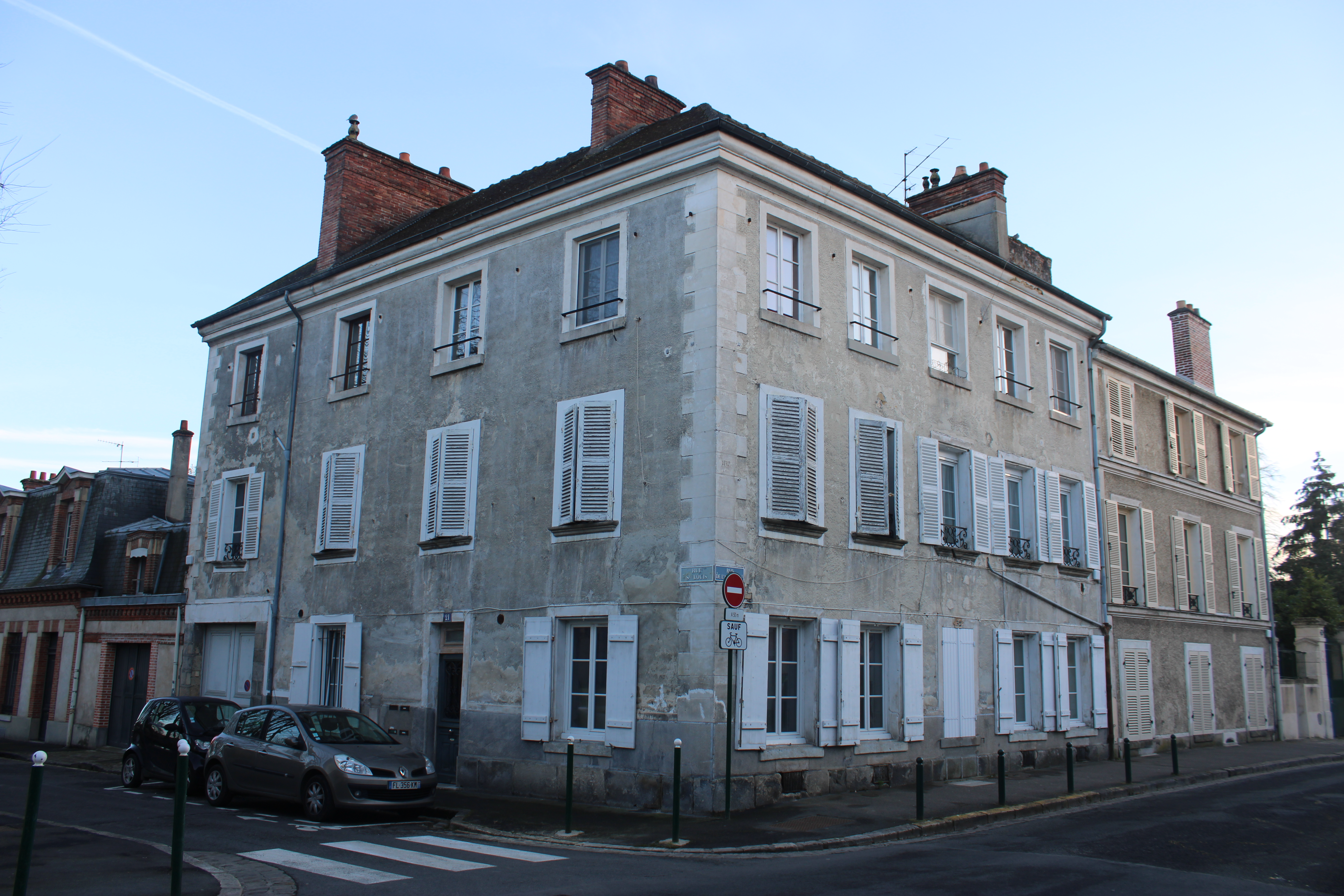
Immeuble datant de 1787 au 32 rue de l'Arbre-Sec, ayant accueilli les bureaux du journal.

À partir 1861, Ernest Bourges puis son fils, Maurice Bourges, deviennent propriétaires-gérants et imprimeurs du journal jusqu'à 1922. À partir de 1923, la direction et la propriété du journal est assurée par René Cuënot.

### Première Guerre mondiale
Plusieurs employés du journal participent à la mobilisation de 1914 dont deux conducteurs de machines à imprimer (Paul Thomas et Henri Simon) qui recevoient l'ordre de partir immédiatement le 1er août afin de coopérer à la garde la voie ferrée. Pour sortir le numéro du 7 août, la tâche se voit confiée dans l'empressement à un ouvrier dont ce n'est pas la spécialité et la composition à la machine par deux autres opérateurs novices ; le prix de ce numéro est d'ailleurs provisoirement fixé à 10 centimes,.

### Fin

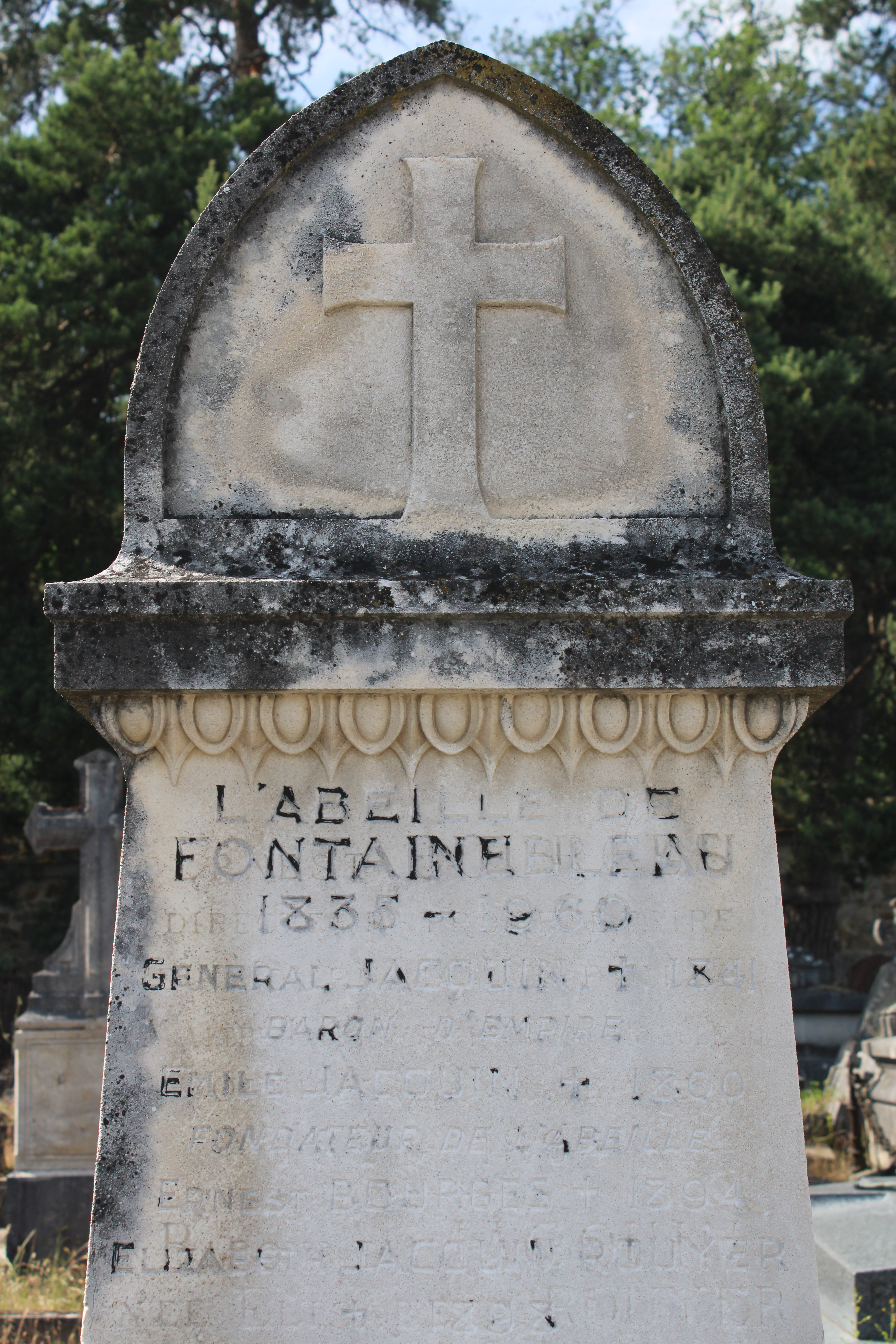
Détail de la sépulture de L'Abeille de Fontainebleau, des familles Bourges et Cuënot, dans le cimetière de Fontainebleau.

En 1942 ainsi qu'1943, le Groupement corporatif de la Presse départementale décide la suspension de publication des journaux dans le département durant une semaine d'août, par application de la législation sur les congés payés,. Décision réitérée en 1944, la rédaction de L'Abeille publie l'avis suivant :

« Par suite d'une décision du Groupement Corporatif de la Presse de Seine-et-Marne, aucun journal du département ne paraîtra dans la semaine du 13 au 20 août.
Le numéro de L'Abeille du 18 août sera donc supprimé. »

— « Avis » paru dans le numéro du 11 août 1944
Mais plus aucun numéro ne voit le jour après cette dernière parution du 11 août. En effet, Fontainebleau est libéré le 23 août,. Compte tenu de la ligne éditoriale collaborationniste, le journal est prohibé à la Libération et la totalité des numéros parus sous l'Occupation est interdite.
L'épuration à la Libération mène à l'interpellation des responsables. On proclame, le 6 mai 1947, le transfert à l'État et la dévolution à la Société nationale des entreprises de presse des « biens éléments d'actifs, droits et obligations », notamment le droit au bail de l'immeuble sis 32 rue de l'Arbre-Sec, les véhicules, les machines de presse — et « autre mobilier de ladite société qui auraient été transférés dans un autre local » —, les archives et les espèces.
René Cuënot est condamné à « dix ans de travaux forcés, à la confiscation de ses biens et à la dégradation nationale ».

### Interruptions
Le journal connaît deux interruptions de publications :
- entre le 11 novembre 1870 et le 29 mars 1871, lors de la guerre franco-allemande de 1870[1] ;
- entre le 31 mai et le 10 août, au déclenchement de la Seconde Guerre mondiale[1],[12].

## Ligne éditoriale
Avant 1870, le journal est monarchiste puis jusqu'en 1944 républicain anticlérical et conservateur. Dans les années 1940, durant l'Occupation, la rédaction du journal assume un soutien ouvert au régime de Vichy. Ainsi peut-on lire dans les numéros de 1944, 109e et dernière année de vie du journal :

« Dans la nuit de lundi à mardi, les Anglo-Américains ont réalisé la tentative de débarquement en Europe, depuis si longtemps annoncée. Et, hélas, c'est sur les côtes de France que leur choix s'est porté. »

— Extrait de l'article « Le débarquement anglo-américain » paru dans le numéro du 9 juin 1944 (soit trois jours après le débarquement de Normandie)

« Devant les événements, dont le cours peut surprendre, nombreux sont peut-être ceux qui ne savent plus que penser et surtout comment agir.
Il est, cependant, une règle bien simple, celle que nous n'avons jamais cessé de préconiser ici-même, et qui s'impose plus que jamais dans les moments troubles ou difficiles :
Suivre les ordres du Maréchal.
Le Maréchal Pétain est le seul chef légitime de la France. [...] »

— Extrait de l'article « Calme et Discipline » paru dans le numéro du 11 août 1944

## Critiques
En 1893, le quotidien Le Vélo introduit L'Abeille en ces termes : « L'un des journaux les mieux faits de la zone suburbaine de Paris est assurément L'Abeille de Fontainebleau, qui paraît chaque jeudi soir, et toujours avec des nouvelles intéressantes, inédites sur les sports, la chasse à courre, l'armée. Notre confrère Bourges fait de cette petite feuille locale un vrai régal pour les Parisiens ».
En 1898, la revue mensuelle Archives israélites de France font remarquer que L'Abeille « sait allier à un sentiment catholique très net un libéralisme sincère ».